# FK 11 Oktomvri
O FK 11 Oktomvri é um clube de futebol macedônio com sede em Prilep. A equipe compete no Campeonato Macedônio de Futebol, na terceira divisão.

## História
O clube foi fundado em 1951.